# Arthrolyse
Die Arthrolyse ist ein chirurgisch-orthopädisches Verfahren, um die Beweglichkeit eines Gelenks wiederherzustellen. Der Eingriff erfolgt unter Narkose und kann am offenen Gelenk oder arthroskopisch durchgeführt werden. Im Gegensatz zu Arthroplastik bleibt das Gelenk erhalten. Der Begriff wurde 1944 durch Hackenbroch eingeführt.
Es werden entweder Verwachsungen inner- und außerhalb des Gelenks abgelöst oder die geschrumpfte Gelenkkapsel wird durchtrennt (einfache Arthrolyse). Auch das Abtragen von Osteophyten (erweiterte Arthrolyse) kann zu einer Wiederherstellung der Beweglichkeit angewandt werden. Der Eingriff kann mit oder ohne Distraktion durchgeführt werden.